# 読者による文学賞
読者による文学賞（どくしゃによるぶんがくしょう）とは2020年から開始された、読書好きの有志が運営する文学賞である。

## 特色
日本国内の文学賞の多くは、出版社や選考委員主導で決定することが多いが、読者による文学賞は、読者が選考委員となり、得票数に左右されずに受賞者を決定する文学賞である。

## 作品
- 第1回『どうかこの声が、あなたに届きますように』浅葉なつ（文藝春秋）
- 第2回『神さまの貨物』ジャン＝クロード・グランベール（ポプラ社）
- 第3回『君の名前の横顔』河野裕（ポプラ社）、『正欲』朝井リョウ（新潮社）
- 第4回『ミシンと金魚』永井みみ（集英社）
- 第5回『水車小屋のネネ』津村記久子（毎日新聞出版）、『黄金蝶を追って』相川英輔（竹書房）、『二人キリ』村山由佳（集英社）、『右園死児報告』真島文吉（KADOKAWA）、『未明の砦』太田愛（KADOKAWA）、『カッコウ、この巣においで』富良野馨（集英社文庫）、『スピノザの診察室』夏川草介（水鈴社）、『人質の法廷』里見蘭（小学館）、『宙わたる教室』伊与原新（文藝春秋）、『ノウイットオールあなただけが知っている』森バジル（文藝春秋）